# NGC 6060
NGC 6060 est une galaxie spirale intermédiaire située dans la constellation d'Hercule. Sa vitesse par rapport au fond diffus cosmologique est de 4 523 ± 6 km/s, ce qui correspond à une distance de Hubble de 66,7 ± 4,7 Mpc (∼218 millions d'al). NGC 6060 a été découverte par l'astronome français Édouard Stephan en 1876.
La classe de luminosité de NGC 6060 est III et elle présente une large raie HI.
À ce jour, une douzaine de mesures non basées sur le décalage vers le rouge (redshift) donnent une distance de 59,150 ± 3,958 Mpc (∼193 millions d'al), ce qui est à l'intérieur des valeurs de la distance de Hubble. Notons cependant que c'est avec la valeur moyenne des mesures indépendantes, lorsqu'elles existent, que la base de données NASA/IPAC calcule le diamètre d'une galaxie et qu'en conséquence le diamètre de NGC 6060 pourrait être d'environ 41,5 kpc (∼135 000 al) si on utilisait la distance de Hubble pour le calculer.

## Supernova
La supernova SN 1999dd a été découverte dans NGC 6060 le 20 août 1999 par l'astronome amateur japonais Masakatsu Aoki. Cette supernova était de type Ib/c.

## Groupe de NGC 6052
Selon A. M. Garcia, NGC 6060 fait partie du groupe de NGC 6052. Ce groupe comprend au moins 13 membres. Les autres galaxies du groupe sont NGC 5975, NGC 6008, NGC 6020, NGC 6030, NGC 6032, NGC 6052, NGC 6073, IC 1132, CGCG 137-37, UGC 10127, UGC 10197 et UGC 10211.